# Carl Gustav m/45
Carl Gustav m/45 (oficiálním označením Kulsprutepistol m/45, samopal m/45) je švédský samopal. Byl navržen v roce 1944 v továrně Carl Gustaf v Eskilstuně konstruktérem zbraní Gunnarem Johanssonem. Do výzbroje švédských ozbrojených sil byl přijat v roce 1945. Jedná se o zbraň střílející pouze dávkou, komorovanou pro náboje 9 × 19 mm Parabellum. Samopal byl také používán americkými speciálními jednotkami ve válce ve Vietnamu, kde byl znám pod názvy „K-Rifle“ a „Swedish-K“. 

## Varianty
- M45/M45S – první verze
- M45B – sériový model
- M45C – s úchytem pro bajonet na opláštění hlavně, pro použití na přehlídkách.
- M45BE – s přepínačem pro plnou/poloautomatickou palbu, vzniklý pro švédskou policii.

### Zahraniční
- Port Said – egyptská licenční produkce.
- Smith & Wesson M76 – nelicencovaná kopie produkovaná společností Smith & Wesson.
- MK760 – kopie S&W M76 vyráběná firmou MK Arms.

## Uživatelé
- Alžírsko
- Egypt (licenční verze Port Said)
- Estonsko
- Indonésie
- Irák (verze Port Said)
- Irsko
- Jordánsko (verze Port Said)
- Paraguay
- Spojené státy americké
- Středoafrická republika (verze Port Said)
- Švédsko
- Ukrajina[2]
- Vietnamská republika
- Zair (verze Port Said)